# Seznam videoiger
Seznam videoiger

## 0-9
- 2048
- 4story
- 18 Wheels of Steel  (serija)

## A
- Age of Empires  (serija)
- America's Army
- Angry Birds
- Anno (serija)
- Antix
- Archimedean Dynasty
- Atomic Bomberman
- Avernum (serija)

## B
- Bagger Simulator
- Baldur's Gate (serija)
- BioShock
- Beyblade (serija)
- Brain Challenge
- Bus Simulator

## C
- Cabal
- Call of Duty (serija)
- Carmageddon
- Cyber Dogs, CDogs
- Civilization (serija)
- Command & Conquer (serija)
- Commander Keen (serija)
- Counter strike
- Croc
- Crysis

## D
- Dave (serija)
- Day of the Tentacle
- Desperados: Wanted Dead or Alive
- Diamonin
- Divine Divinity
- Dogs
- Doom (serija)
  - Doom 3
- Dofus
- Duke Nukem (serija)
- Dune (serija)

## E
- Elder Scrolls, The (serija)
  - The Elder Scrolls IV: Oblivion
  - The Elder Scrolls V: Skyrim
- Empire Earth
- Eschalon Book 1

- Exile (serija)

## F
- Fallout (serija)
  - Fallout
  - Fallout 2
  - Fallout Tactics
  - Fallout 3
  - Fallout: New Vegas
  - Fallout 4
- Far Cry
  - Far cry 3
- Farming Simulator (serija)
  - Farming Simulator 2008
  - Farming Simulator 2009
- F.E.A.R.
- Fighter Pilot
- Final Fantasy (serija)
- Freecell (glej tudi: Kralj, Kralji)
- Freelancer
- Freespace 2

## G
- Ghost Recon (serija)
- Gothic (serija)
- Grand Prix Legends
- Grand Theft Auto (serija)
  - Grand Theft Auto
  - Grand Theft Auto 2
  - Grand Theft Auto III
  - Grand Theft Auto IV
  - Grand Theft Auto V
  - Grand Theft Auto: San Andreas
  - Grand Theft Auto: Vice City
  - Grand Theft Auto: Liberty City Stories
  - Grand Theft Auto: Vice City Stories
  - Grand Theft Auto Advance
  - Grand Theft Auto: Chinatown Wars
  - Grand Theft Auto IV: The Lost and Damned
  - Grand Theft Auto: The Ballad of Gay Tony
- Guitar Hero III: Legends of Rock

## H
- Half-Life (serija)
- Half-Life 2
- Hearts (glej tudi: Srca)
- Hearts of Iron (serija)
  - Hearts of Iron II: Doomsday
- Heroes of Might and Magic (serija)
  - Heroes of Might and Magic III: The Restoration of Erathia
- Heaven and Hell
- Hobit, the

## I
- Incredible Machine, The (serija)
  - Incredible Machine 1, The
  - Incredible Machine 2, The
  - Incredible Machine 3, The

## J
- John Deere American Farmer
- John Deere American Farmer Deluxe
- John Deere American Builder
- John Deere American Builder Deluxe
- John Deere Drive Green
- Jurrasic Park: Operation Genesis

## K
- Knight Online

## L
- Lego racers (serija)
- Liero
- LieroX
- League Of Legends

## M
- Men of War
- Mercenary camp
- Metro 2033
- Might and Magic (serija)
- Mine Bombers
- Minecraft
- Minolovec
- Mortal Kombat

## N
- Need for Speed (serija)
- Neighbours from hell

## O
- OpenLieroX
- Oxyd

## P
- Pacman
- Payday (serija)
- Pillars of Eternity
- Planescape: Torment
- Pong
- Pokémon
- Pontifex II
- Prince of Persia (serija)
- Pro Evolution Soccer (serija)

## Q
- Quake  (serija)
  - Quake 4
  - Quake II
  - Quake III Arena

## R
- Railroad Tycoon (serija)
- Redneck Kentucky
- Rise of nations
- Rogue Spear (polno ime: Tom Clancy's Rainbow Six: Rogue Spear)
- RollerCoaster Tycoon (serija)
- Runescape

## S
- Settlers, The (serija, v izvirniku Die Siedler)
- Sims, The (serija)
  - The Sims 2
  - The Sims 2: Pets
  - The Sims 2: Open for business
  - Sims 3
- Simcity (serija)
  - Simcity 2000
  - Simcity 3000
  - Simcity 3000 Unlimited
  - Simcity 4
  - Simcity 4 Deluxe
- Singularity
- Space Invaders
- Solitaire (glej tudi: Pasjansa)
- Spider Solitaire (glej tudi: Pasjansa pajek)
- Starlancer
- Star Wars: Battlefront
- Star Wars: Knights of the Old Republic
- Street Fighter (serija)
- Stronghold (serija)
- S.T.A.L.K.E.R.: Shadow of Chernobyl
- Super Mario (serija)
  - Super Mario 1
  - Super Mario 2
  - Super Mario Final

## T
- Tachyon: The Fringe
- Tank Zone (serija)
  - Tank Zone 1
  - Tank Zone 2
- Terraria
- Test Drive (serija)
- Tetris
- The Waking Dead: The Game (serija)
- Tom Clancy's H.A.W.X
- Tom Clancy's H.A.W.X 2
- Tomb Raider (serija)
- Train Simulator
- Transport Tycoon
- Turf Battels

## U
- Unreal (serija)
  - Soccer Tournament
  - Unreal Tournament
    - Unreal Tournament G.O.T.Y.
    - Unreal Tournament 2004
    - Unreal Tournament 3
    - Unreal Tournament 2004 Demo
    - Unreal Tournament 3 Demo

## W
- Warcraft
  - Warcraft: Orcs & Humans
  - Warcraft II
  - Warcraft III
- WarRock
- Wolfenstein 3D
- World of Warcraft
- Worms (serija)
  - Worms
  - Worms 2
  - Worms 3D
  - Worms 4 Mayhem
  - Worms Armageddon
  - Worms World Party

## X
- X: Beyond the Frontier

## Y
- Yu-Gi-Oh!
  - Yu-Gi-Oh! Power of Chaos

## Z
- Zork (serija)

- ZZT

- Zillions of Games